# Rok Kopitar
Rok Kopitar (* 5. Mai 1959 in Celje) ist ein ehemaliger jugoslawischer Leichtathlet, der sich auf den 400-Meter-Hürdenlauf spezialisiert hatte.

## Sportliche Karriere
Rok Kopitar lief für den AD Kladivar in Celje. Er gewann von 1978 bis 1989 neun jugoslawische Meistertitel über 400 Meter Hürden. Seine Bestzeit von 49,11 Sekunden lief er am 3. Juni 1980 in Maribor.
Kopitars internationale Laufbahn begann 1978 bei den Europameisterschaften in Prag, als die jugoslawische 4-mal-400-Meter-Staffel mit Rok Kopitar, Dragan Životić, Milovan Savić und Željko Knapić das Finale erreichte und den achten Platz belegte. 1979 wurde Kopitar in 49,55 Sekunden Fünfter über 400 Meter Hürden bei der Universiade in Mexiko-Stadt. Kurz darauf bei den Mittelmeerspielen in Split siegte Kopitar auf seiner Spezialstrecke in 49,70 Sekunden und hatte dabei über eine Sekunde Vorsprung auf den Zweiten. Mit der 4-mal-400-Meter-Staffel gewann er die Silbermedaille hinter den Franzosen. Im Juni 1980 siegte Kopitar bei den Balkanspielen in Sofia in 49,44 Sekunden. Einen Monat später bei den Olympischen Spielen in Moskau erreichte Kopitar über 400 Meter Hürden in 49,67 Sekunden den fünften Platz. Die 4-mal-400-Meter-Staffel mit Željko Knapić, Milovan Savić, Rok Kopitar und Jozo Alebić lief die siebtschnellste Vorlaufzeit, verpasste aber das Finale, da die beiden ersten Staffeln des langsameren dritten Vorlaufs direkt qualifiziert waren.
1983 gewann Kopitar den 400-Meter-Hürdenlauf bei den Balkanspielen in Izmir. Bei den Weltmeisterschaften in Helsinki schied er im Vorlauf aus. Im September bei den Mittelmeerspielen in Casablanca wurde er Sechster.
1987 belegte Kopitar den siebten Platz bei der Universiade in Zagreb. Bei den Weltmeisterschaften in Rom schied er im Vorlauf aus. Ein Jahr später war für Kopitar auch bei den Olympischen Spielen in Seoul im Vorlauf Schluss. 1990 gab Kopitar bei den Europameisterschaften in Split im Vorlauf auf.